# Elvira appoggiata al tavolo
Elvira appoggiata al tavolo è un dipinto a olio su tela (92,7 x60,5 cm) realizzato nel 1919 dal pittore italiano Amedeo Modigliani.
È conservato nel Museo d'arte di Saint Louis nel Missouri.